# Scardamia neophronaria
Scardamia neophronaria är en fjärilsart som beskrevs av Charles Oberthür 1912. Scardamia neophronaria ingår i släktet Scardamia och familjen mätare. Inga underarter finns listade.